# Bouna Sarr
Bouna Junior Sarr (født d. 31. januar 1992) er en fransk-senegalesisk professionel fodboldspiller, som spiller for Bundesliga-klubben Bayern München og Senegals landshold.

## Klubkarriere

### FC Metz
Sarr begyndte sin professionelle karriere hos FC Metz, og gjorde sin professionelle debut for Metz' reservehold i 2010, og sin debut for førsteholdet i 2011.

### Olympique de Marseille
Sarr skiftede i juli 2015 til Olympique de Marseille. I løbet af sin tid hos Marseille udviklede Sarr sig fra at være fløjspiller til at hovedsageligt spille som back.

### Bayern München
Sarr skiftede i oktober 2020 til Bayern München.

## Landsholdskarriere
Sarr er født i Frankrig til en far fra Senegal og en mor fra Guinea, og kunne dermed spille for alle tre nationer.
Sarr afslog over en årrække tilbud fra både Senegal og Guinea i håb om at få en chance på det franske landshold, men denne kom aldrig. I september 2021 besluttede Sarr at spille for Senegal. Han gjorde sin landsholdsdebut den 9. oktober 2021.
Sarr var del af Senegals trup som vandt Africa Cup of Nations 2021.

## Titler
Bayern München
- Bundesliga: 1 (2020-21)
- DFL-Supercup: 1 (2021)
- FIFA Club World Cup: 1 (2020)

Senegal
- Africa Cup of Nations: 1 (2021)